# Puente Kintai
El Puente Kintai (錦帯橋 ,Kintai-kyō?) es uno de los puentes de madera más representativos del Japón. Se sitúa en Iwakuni (prefectura de Yamaguchi), ciudad cercana a la vecina prefectura de Hiroshima. Construido en 1673, su estructura de cinco arcos recorre de orilla a orilla el río Nishiki permitiendo acceder al monte Yokoyama, en cuya cima se encuentra el castillo de Iwakuni.
Fue declarado Tesoro Nacional de Japón en 1922, junto con el castillo, por lo que constituye uno de los destinos turísticos más populares de la región. El puente Kintai es además escenario del "Festival Kintaikyo", celebrado cada 29 de abril y en el que se recrea el retorno al castillo del daimio de Iwakuni y su comitiva de vasallos y sirvientes. 

## Origen
Construido en 1673 por Hiroyoshi Kikkawa, tercer daimio de Iwakuni, quedó destruido por una crecida del río un año después de su construcción. En la reconstrucción del puente se reforzó su estructura robusteciéndose las plataformas de piedra que lo sustentan, e implementándose también un nuevo impuesto para la manutención del mismo y minimizar así los daños causados por las inundaciones. 
El mantenimiento se realizaba de la siguiente forma:
- cada 20 años: los tres tramos centrales.
- cada 40 años: los tramos que unen el puente a la orilla.

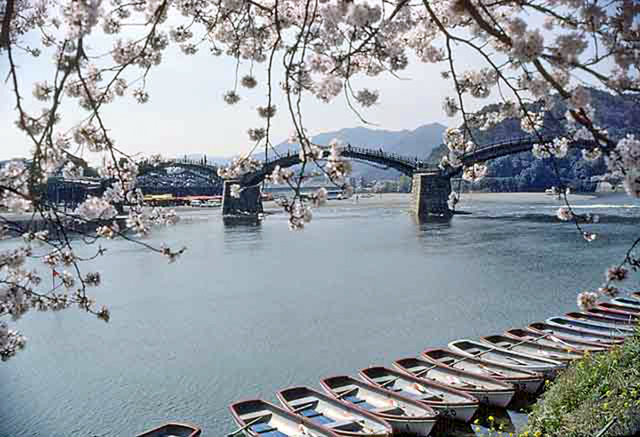
Puente Kintai en la temporada del crecimiento de la flor de los cerezos.

Durante 276 años, el puente se mantuvo intacto, hasta que se desmoronó por falta de mantenimiento a lo largo de la Segunda Guerra Mundial: durante la misma, los esfuerzos de la población se desviaron hacia la ampliación de la Estación Aérea de Iwakuni, para lo cual se extrajo una gran cantidad de grava de las inmediaciones del puente. Esto hizo que la estructura del puente se debilitara y finalmente se hundiese por efecto de dos tifones, el "Kezia" y el "Kijiya". Sin embargo, en 1953 recibió una remodelación siguiendo todos los parámetros establecidos en 1673.
El puente ha sido restaurado en 2001 y 2004 respectivamente, y hoy en día sigue en pie.

## Arquitectura
El puente está construido por una secuencia de arcos, sobre unos pilares de madera en el cauce donde termina y comienza el lecho seco del río.
Cada uno de los tramos tiene una medida de 35,1 metros de largo, mientras que los dos tramos finales poseen una longitud de 175 metros con una anchura de 5 metros.

### Construcción original
Muchas de las versiones del puente que fueron construidas por un periodo de casi trescientos años no utilizaban clavos metálicos. los ingenieros tuvieron que idear una forma para que la madera no se dañara debido a que estaba en contacto con el agua, esto lo lograron mediante un ajuste cuidadoso de las partes de madera y la creación de gruesas vigas de sujeción uniéndolas con cinturones de metal a Las principales partes de madera del puente, después sería cubierto por láminas de cobre.

### Protección contra inundaciones

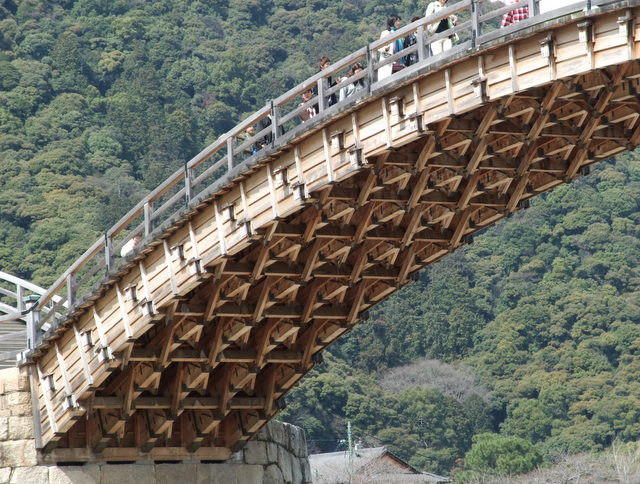
Parte inferior de Puente Kintai

La forma y el peso del puente lo hacían fuerte arriba, pero débil abajo, el agua de las inundaciones a lo largo del río simplemente lo levantaban desde abajo. Así que el puente fue diseñado de modo que la madera simplemente dejara pasar el agua en la parte superior del marco del puente mediante el uso de la unión de los maderos unos con otro, lo cual lo haría más resistente a las inundaciones.

## Ingreso
- Por la estación de la línea principal de Sanyo Iwakuni
- Estación de Nishi-Iwakuni o la Estación de la Línea Kawanishi Gantoku
- Estación de Shin-Iwakuni en Sanyō Shinkansen
  - Desde estas estaciones, es necesario tomar un autobús o un taxi.